# Dimitri Tokmetzis
Dimitri Tokmetzis (1975) is een Nederlandse historicus en data-journalist die vanaf 2013 werkt voor De Correspondent. Als onderzoeksjournalist legt hij zich toe op de controle van de macht via de Wet openbaarheid van bestuur. Hij is gespecialiseerd in technologie en surveillance en richt hij zich op de bedreiging van privacy.

## Biografie
In 1994 begon Tokmetzis aan een studie geschiedenis aan de Universiteit Utrecht en hij voltooide zijn studies met een specialisatie Internationale Betrekkingen. Tussen 2001 en 2003 volgde hij de postdoctorale opleiding journalistiek van Wegener.
In 2001 begon hij te werken als verslaggever voor het Utrechts Nieuwsblad en het AD/Amersfoortse Courant. In 2006 werd hij onderzoeksjournalist voor NRC Handelsblad en het ANP (tot 2011). Hij schreef ook voor De Pers, Trouw en Intermediair en was hoofdredacteur van het weblog Sargasso.
In 2012 werd hij gelauwerd voor publicaties over de inbreuken op de privacy van wie met een smartphone rondloopt en in 2013 werd hij datajournalist en Wobber van het journalistieke platform De Correspondent. Hij legde zich toe op hacken en onderzocht hoe risicoprofielen het dagelijks leven meer en meer sturen en bedreigen (uitgebreid verslag in het boek De Digitale Schaduw uit 2016). 
In 2017 onderzocht hij samen met eenentwintig andere journalisten uit elf Europese landen de Europese veiligheidssector wat met steun van Journalismfund.eu resulteerde in het grootschalige project Security for Sale. Voor De Correspondent schreef hij over nieuwe extremistische bewegingen in Nederland en Europa. Om minder digitale sporen na te laten ruilde hij zijn Android-telefoon in voor een iPhone. De telefoon die hij gebruikt voor zijn onderzoek naar extremistische bewegingen noemt hij dan ook zijn ‘fascismephone’.

## Erkenning
- 2014: De Luis voor het beste online datajournalistiek verhaal van 2013-2014, Hoe je onschuldige telefoon bijna je hele leven doorgeeft aan de geheime dienst en Big Business is watching you.
- 2014 en 2015: VOJN Award in de categorie Datajournalistiek
- 2015: Digitale Loep, aanmoedigingsprijs voor beste online datajournalistiek verhaal van 2014-2015, samen met Maurits Martijn voor hun publicatie over wat er allemaal gebeurt onder de motorkap van iemands smartphone.
- 2015: De Loep voor beste datajournalistieke onderzoek van 2014, Porno is vrouwvriendelijker dan ooit (en wat data nog meer over onze lusten verraden).[5]